# 越南獨立宣布
《越南獨立宣布》（越南语：／），又稱 《越南帝国宣布独立之谕》（越南语：／）、《独立之谕》（越南语：／），是越南阮朝君主保大帝於1945年3月11日發佈的一份文告。

## 歷史
1940年，法国沦陷，納粹德國在贝当元帅的協助下，建立了傀儡政權维希法国。日军趁法國戰敗入侵法属印度支那并完全控制该地，但是宣布效忠维希法国的法国殖民政府仍然存留。随着轴心国在第二次世界大战中的战况趋于恶化，日本内部出现了解散维希殖民政府的意见。
1944年8月22日贝当被纳粹逮捕，并从维希押解到德国南部小镇西格马林根，维希法國灭亡。不久，戴高乐领导的法兰西共和国临时政府从阿尔及尔迁入巴黎。此时，印度支那虽然在日本侵略军的占领之下，由日本监控下的法属印度支那总督让德句当局仍实行直接的殖民管理。但是，驻扎在印度支那的约5万人法国殖民军（其中欧洲人约1.2万）没有完全接受日本军队的指挥。随着印度支那法国殖民军和法国殖民当局逐渐倒向戴高乐政府，日本开始陆续向印度支那增兵。
截止1945年1月，日本在印度支那的兵力已经从3.5万人增加到6万人。3月9日下午6时，日方大使松本俊一前往西贡，以商谈水稻交易为由会见了法屬印度支那总督让德句。在双方签署协定完毕后，松本向法方提出了最后通牒，要求法方在2小时内给予答复。让德句立即召集政府官员进行研究后，为了与河内方面继续研究对策，他请求日方放宽期限。3月9日晚間9时，基于日军大本营的指令，日本軍第38军司令官土桥勇逸发起作战。9时20分，土桥勇逸下发“7·7·7”的总攻击令，第一轮战斗开始。21时25分，法方代表来到日军司令部要求停止敌对行动，被日方因拒绝答复最后通牒为由拒绝。21时55分，日军各个部队已经作好战斗准备。为防止法国殖民军配合盟军登陆，免除腹背受敌之虞，日本先是支持保大成立“越南帝国”，以实现越南“独立”为名，要求法国印度支那殖民军服从日本军队的指挥。日本第38军制定了推翻法属印度支那政府的作战计划，称明号作战。
3月11日，阮朝保大帝宣布废除1884年的《第二次顺化条约》，從法屬印度支那獨立，並與日本合作。4月17日，任命著名历史学家陈仲金为越南帝國首位內閣首相。新政權將法式地名改回安南式地名，將法國官員免職，拆掉法國人的銅像。
8月15日日本戰敗投降後，16日，陳仲金號召越南人民保衛自己的獨立地位。18日，保大帝也致函盟軍，要求承認越南帝國。但是根據《開羅宣言》，同盟國不承認日本在被佔領領土上建立的一切政府，因而保大的所有信件都未能得到回覆。8月24日，在八月革命的高潮期間，保大決定退位並將政權交給越盟。

## 本文

### 諭本文簽署人

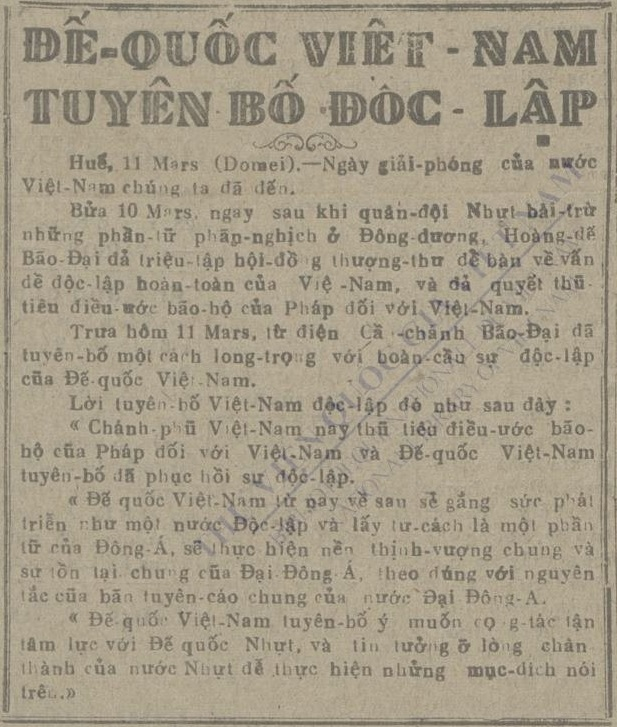
1945年原件摹本，《西貢》日報。

七名簽署諭本文：
- 保大帝（與御印）
- 范瓊
- 胡得愷
- 阮福膺蔚
- 裴鵬摶
- 陳青達
- 張如嵿

| 中圻 （3月10日）         | 中圻 （3月10日）         | 中圻 （3月10日）         | 中圻 （3月10日）         | 中圻 （3月10日）            | 中圻 （3月10日）         |  |  | 北圻 （3月9日）  | 北圻 （3月9日）  | 北圻 （3月9日）  | 北圻 （3月9日）  | 北圻 （3月9日）  | 北圻 （3月9日）  |
| 中圻 （3月10日）         | 中圻 （3月10日）         | 中圻 （3月10日）         | 中圻 （3月10日）         | 中圻 （3月10日）            | 中圻 （3月10日）         |  |  | 北圻 （3月9日）  | 北圻 （3月9日）  | 北圻 （3月9日）  | 北圻 （3月9日）  | 北圻 （3月9日）  | 北圻 （3月9日）  |
|                          |                          |                          |                          |                             |                          |  |  |                  |                  |                  |                  |                  |                  |
|                          |                          |                          |                          |                             |                          |  |  |                  |                  |                  |                  |                  |                  |
| 越南國的臨時 （3月11日） | 越南國的臨時 （3月11日） | 越南國的臨時 （3月11日） | 越南國的臨時 （3月11日） | 越南國的臨時 （3月11日）    | 越南國的臨時 （3月11日） |  |  | 南圻 （4月16日） | 南圻 （4月16日） | 南圻 （4月16日） | 南圻 （4月16日） | 南圻 （4月16日） | 南圻 （4月16日） |
| 越南國的臨時 （3月11日） | 越南國的臨時 （3月11日） | 越南國的臨時 （3月11日） | 越南國的臨時 （3月11日） | 越南國的臨時 （3月11日）    | 越南國的臨時 （3月11日） |  |  | 南圻 （4月16日） | 南圻 （4月16日） | 南圻 （4月16日） | 南圻 （4月16日） | 南圻 （4月16日） | 南圻 （4月16日） |
|                          |                          |                          |                          |                             |                          |  |  |                  |                  |                  |                  |                  |                  |
|                          |                          |                          |                          |                             |                          |  |  |                  |                  |                  |                  |                  |                  |
|                          |                          |                          |                          | 越南帝國 （4月17日-5月8日） |                          |  |  |                  |                  |                  |                  |                  |                  |
|                          |                          |                          |                          |                             |                          |  |  |                  |                  |                  |                  |                  |                  |

### 諭本文之註解
該宣言取消了1884年《第二次順化條約》中所規定的安南與法屬印度支那之間的一切關係，宣告越南成為一個獨立自主的國家。該宣言同時承認大日本帝國在東亞的領導權。4月7日，陳仲金領導的越南帝國政府正式成立。
越南帝國成立後，名義上領土範圍涵蓋法國中圻欽使管轄的中圻和北圻統使管轄的北圻，但不包括兩次《西貢條約》割讓給法國的南圻和《第二次順化條約》割讓給法國的河內、海防和峴港三座城市。
| Cứ theo tình-hình chung trong thiên-hạ, tình-thế riêng cỏi Đông-Á, chánh-phũ Việt-Nam nay thũ-tiêu điều-ước bão-hộ cũa Pháp đối với Việt-Nam và Đế-quốc Việt-Nam tuyên-bố đã phục-hồi sự độc-lập. Đế quốc Việt-Nam từ nay về sau sẻ gắng sức phát-triễn như một nước Độc-lập và lấy tư-cách là một phần-tữ của Đông-Á, sẽ thực-hiện nền thịnh-vượng chung và sự tồn-tại chung cũa Đại-đông-Á, theo đúng với nguyên-tắc của bãn tuyên-cáo chung của các nước Đại-đông-Á. Đế-quốc Việt-Nam tuyên-bố ý muốn tận-tâm tận-lực cộng-tác với Đế-quốc Nhựt, và tin-tưỡng ỡ lòng chân-thành của nước Nhựt đễ thực-hiện nhửng mục-đích nói trên. Khâm-thử ! Ngày 27 tháng 01 năm thứ 20 triều Bảo-Đại |

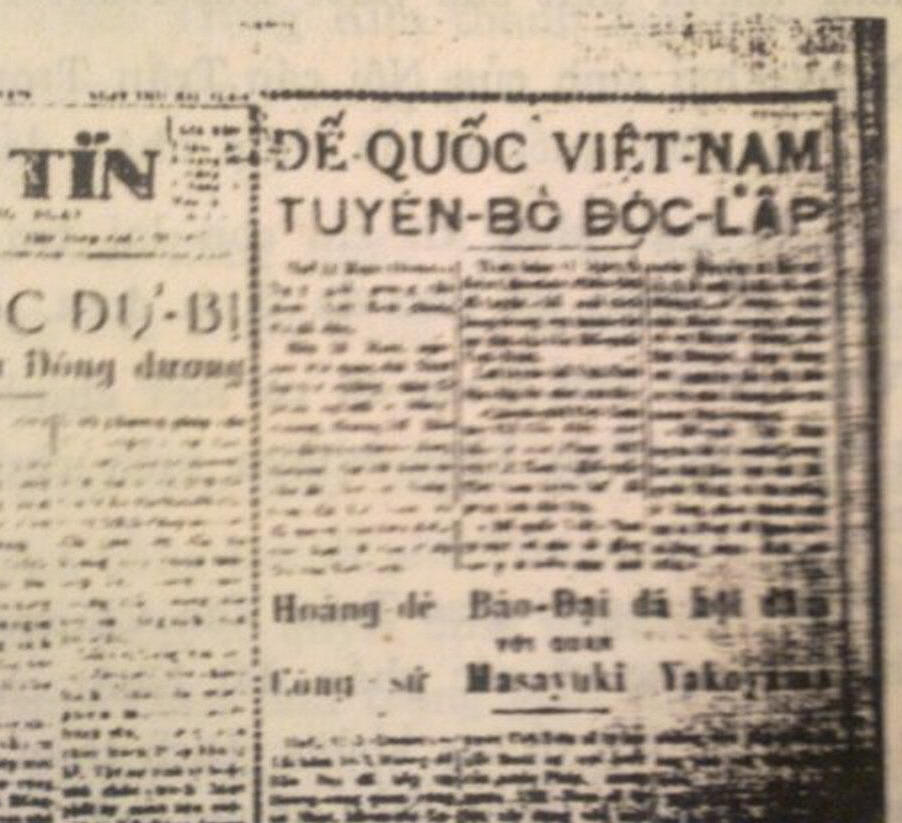
《電信》日報
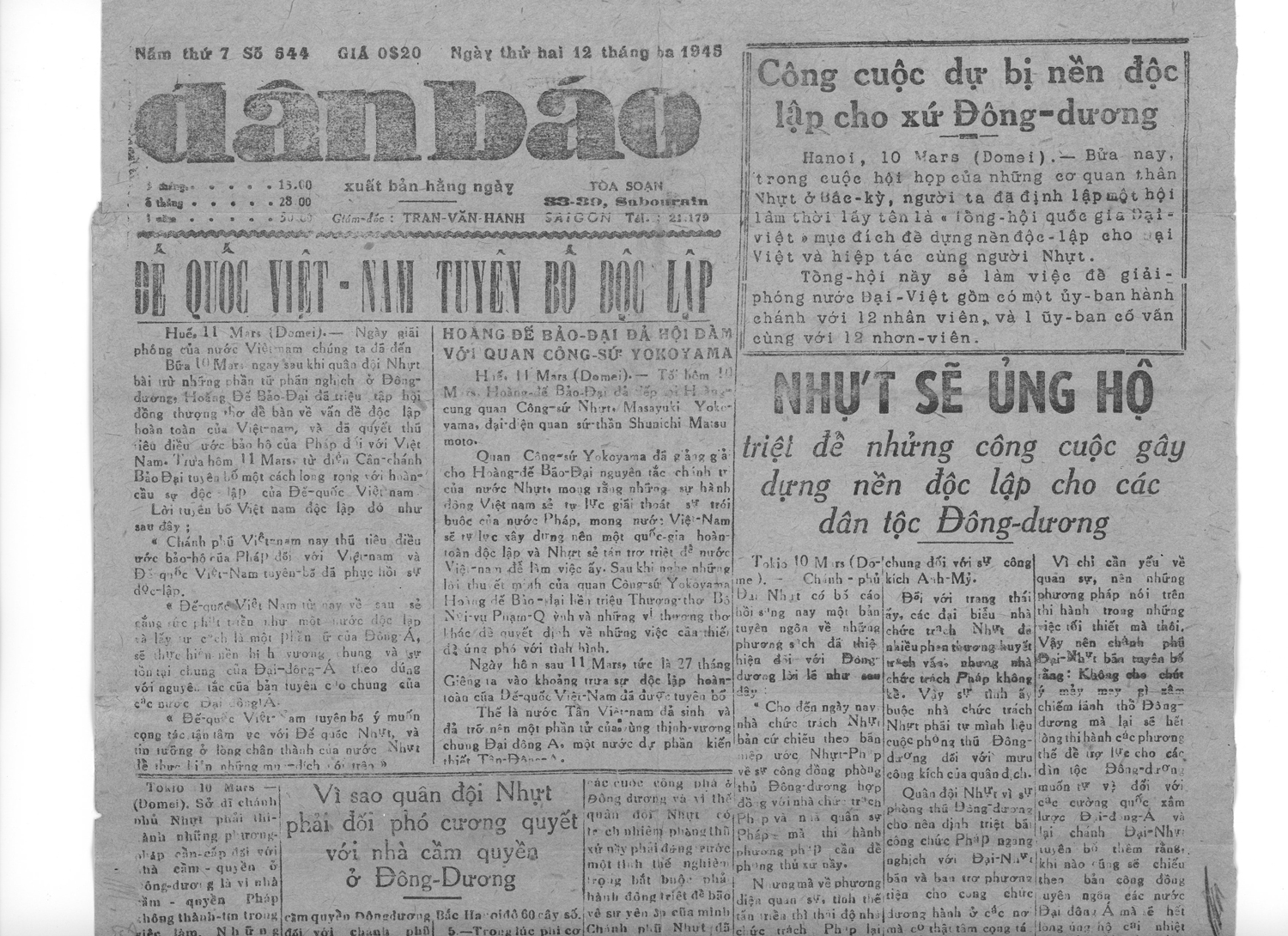
《民報》1
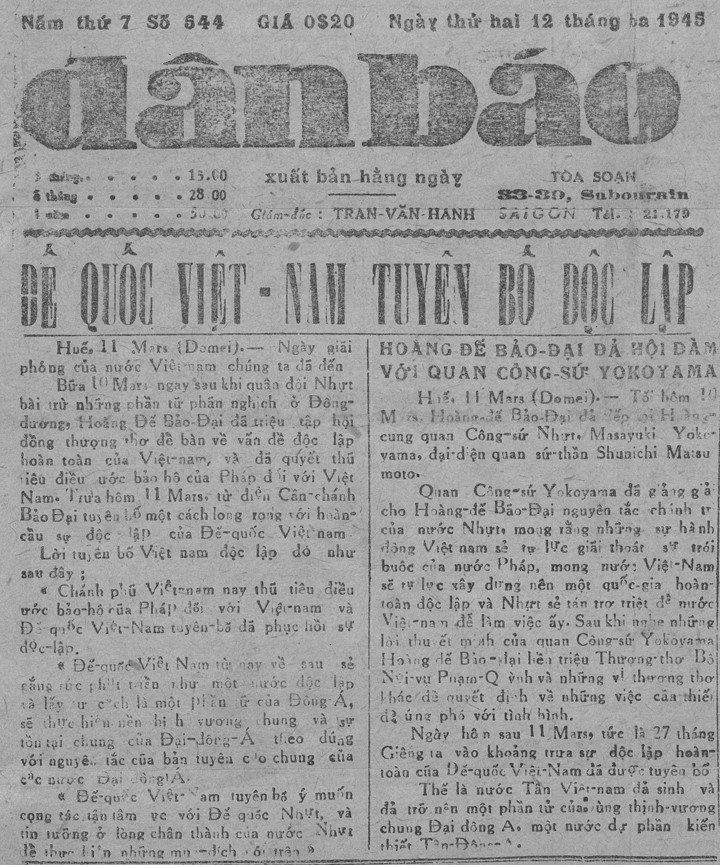
《民報》2
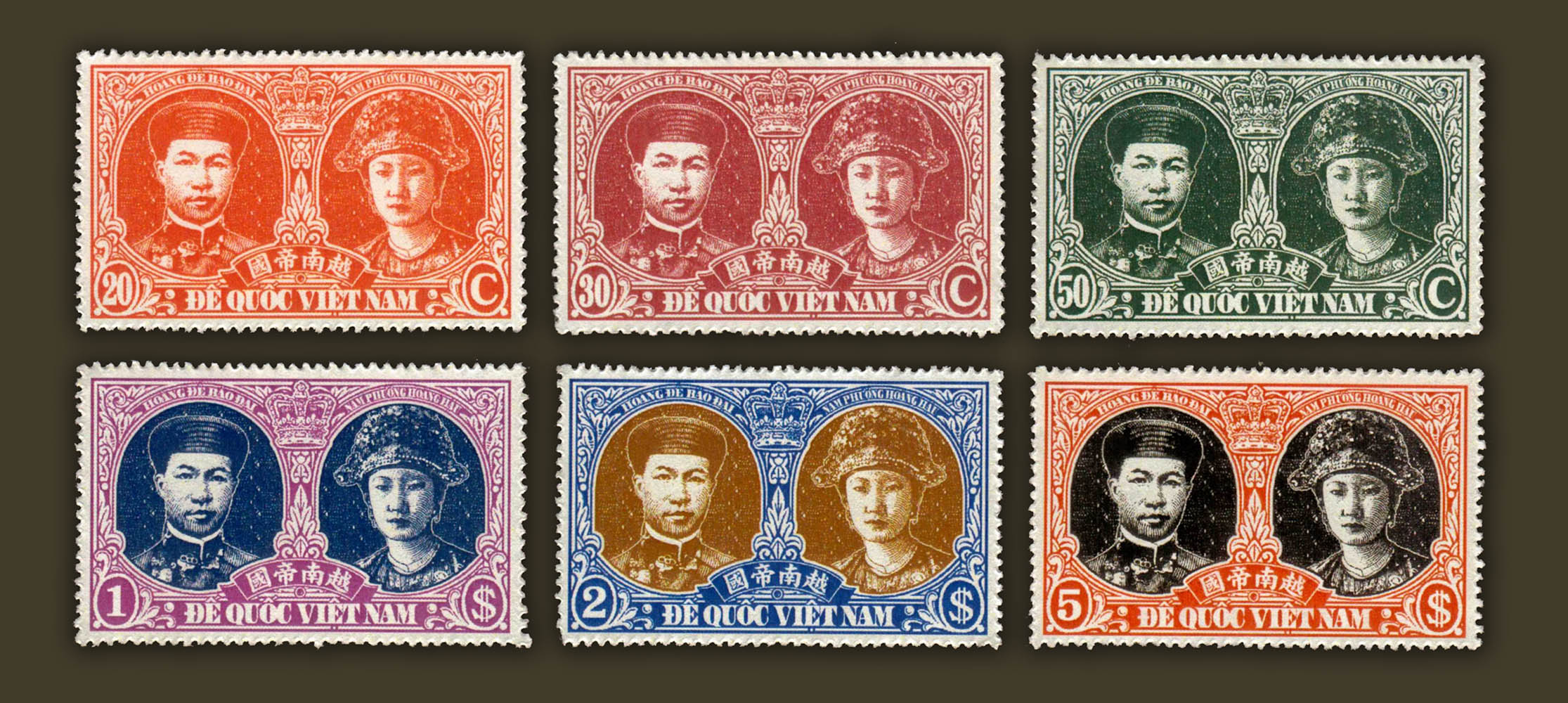
紀念郵票
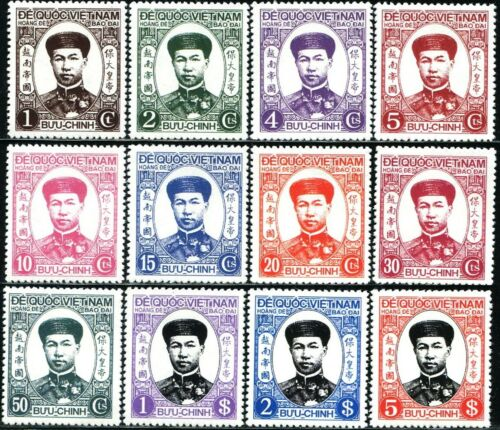
保大皇帝
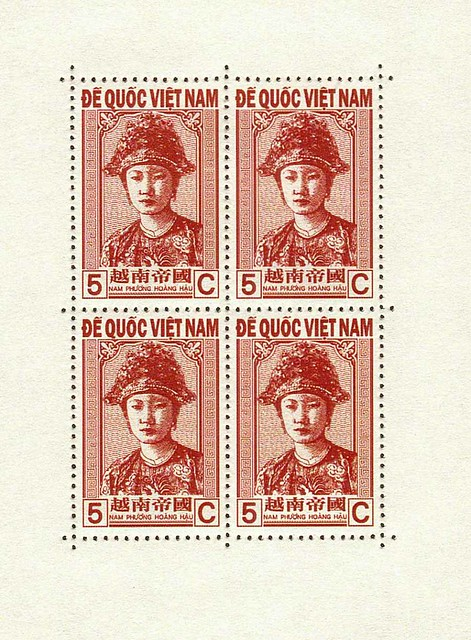
南芳皇后

## 分析
在第二次世界大战期间的1940年6月，法国向納粹德国投降。日本帝國乘机向维希法国的贝当政府提出要求，法属印度支那不得继续允许中华民国利用滇越铁路运送进口物资，并且派遣日本军队到越南，封锁中越边境。不过，日军并未驱逐法国的殖民统治，也允诺不去打扰保大帝在顺化的皇宫。1942年維希法國被日本的盟國德國和義大利解散。
但是到1944年，貝當被德軍逮捕，維希政府滅亡，7月美英盟军解放巴黎之后，新成立的戴高乐法國政府在盟軍佔領区下重新建立，于是日本军队在1945年3月9日夜发动三九政变，推翻法國在印度支那的政權。1945年3月11日（保大二十年农历正月廿七日）上午，日本大使橫山（Yokoyama）前往顺化，在太和殿觐见保大， 以“亚洲归亚洲人”鼓动保大帝，于是在当天下午，保大帝就召集六部尚书和王公亲贵，发布《独立宣告》，宣布废除越南与法国1884年签订的《第二次顺化条约》，脱离法国保护，宣告越南成立独立自主的国家，并加入以日本为首的“大东亚共荣圈”，决定与日本政府合作。 
不过，仅仅过了数日，3月19日， 负责撰写《独立宣言》的尚书范瓊由于有亲法倾向，在日本人的壓力下， 保大帝被迫将其革除。幾週後，范瓊被越盟抓捕并杀害。保大帝这时希望寓居西貢的前尚書吳廷琰重新出山执政，但日本人的答复是无法找到吳廷琰。為填補國家的政治真空，4月，侨居新加坡的陳仲金教授返回越南，出任内阁首相，成立了一个亲日的政府，也是第一个按照现代模式组织的越南政府（不过没有军队和警察）。同时，日本人又暗中支持觊觎皇位的阮朝宗室強㭽（嘉隆帝直系后裔），等候一旦需要排除保大帝，就让他取得政权。
4月28日，陳仲金內閣任命潘繼遂為北圻欽差，取代法國北圻統使，代表越南帝國統治北圻。
6月11日，保大帝發佈通告，要實現越南統一。
7月20日，經過與日軍談判，陳仲金在河內宣佈收回河內、海防和峴港三市主權，並任命陳廷來、武仲慶和阮科豐為河內、海防和峴港督理。 
南圻在歷史上為柬埔寨領土，17世紀以來逐漸被越南蠶食。1858年，法國發動南圻遠征，佔領南圻東三省。柬埔寨便與法軍取得聯繫，成為法國的保護國。此後，柬埔寨曾多次建議法國奪取西三省，並希望能將西三省還給柬埔寨。法國完全佔領南圻後，柬埔寨又多次與法屬交趾支那調整邊界，收復部分領土。
3月11日越南帝國宣佈獨立後，柬埔寨也緊隨其後於13日宣佈獨立。作為南圻的實際統治者，日軍同時收到了越南和柬埔寨兩方要求“收回南圻”的請求。為了慎重起見，日軍並未立即決定南圻的歸屬。
8月8日，陳仲金任命阮文參為南圻欽差，前往西貢和日軍談判，爭取收復南圻。12日，經過談判，日軍決定將南圻的主權移交給越南。14日，首相陈仲金正式宣布收回南圻，越南统一。但越南帝國在南圻的統治並未超過10天。

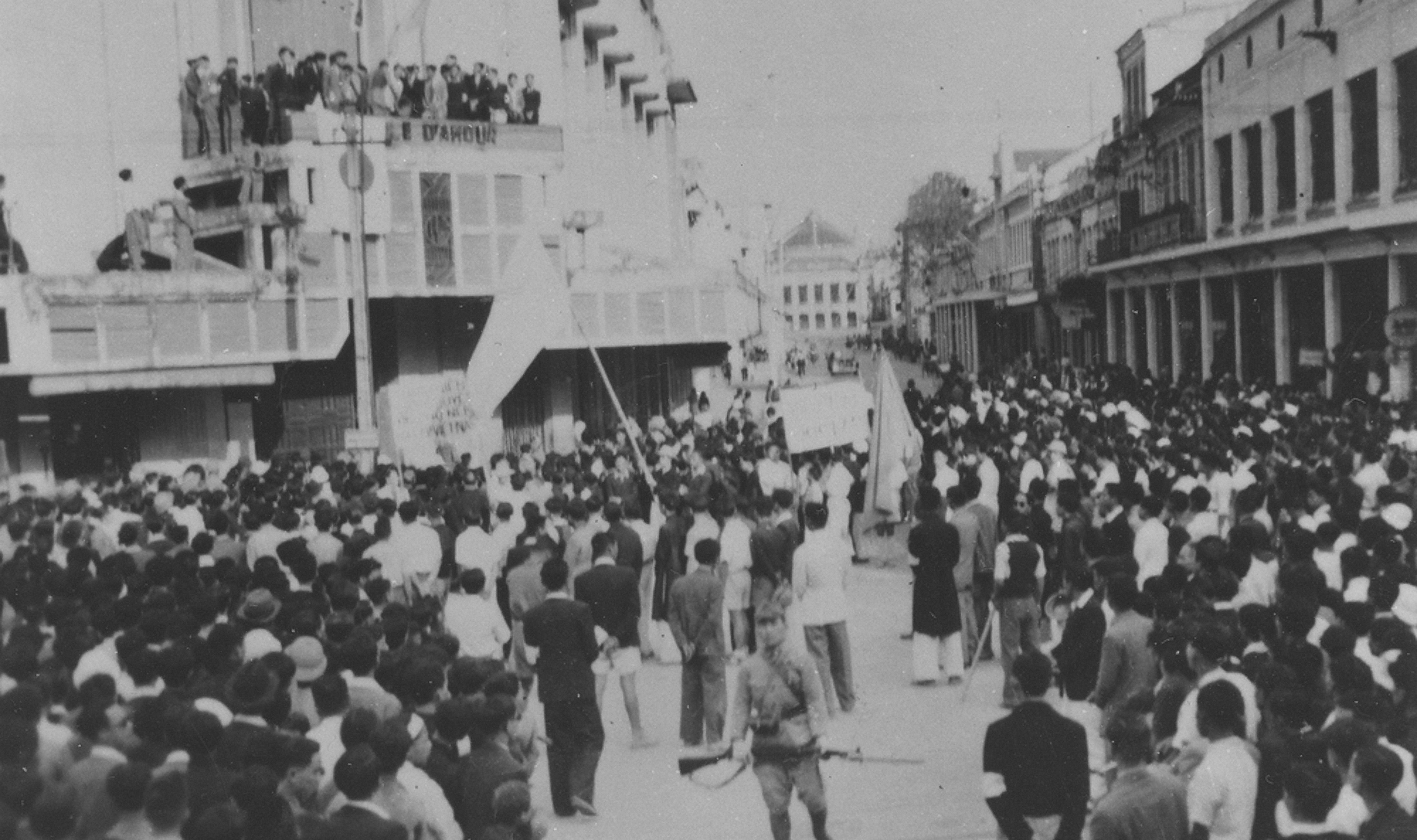
1945年03月13日河內市钱场街，安南青年會歡迎獨立之諭。

### 註腳
1. ↑  Kiyoko Kurusu Nitz (1983), "Japanese Military Policy Towards French Indochina during the Second World War: The Road to the Meigo Sakusen (9 March 1945)", Journal of Southeast Asian Studies 14(2): 328–53.
2. ↑  日本外务省，原書房，1960年，606－607页。
3. ↑  Jacques Dalloz, La Guerre d'Indochine, Seuil, 1987, pp 56–59
4. ↑  Marr, David G. (1995). Vietnam 1945: The Quest for Power. University of California Press. p 51
5. ↑  . 南洋学会丛书. 南洋学会. 1987: 113-114  [2021-09-07]. ISBN 978-9971-936-08-2 （中文）.
6. ↑  Lebra, Joyce C. Japan's Greater East Asia Co-Prosperity Sphere in World War II: Selected Readings and Documents. New York: Oxford University Press, 1975, trang 157, 158, 160
7. ↑  范瓊：《独立宣告》
8. ↑  三位越南督理 （页面存档备份，存于）.《南國》1945年7月21日第276期

### 外部連結
- Ngày độc lập nào cho Việt Nam ? （页面存档备份，存于）
- Lê Xuân Khoa, Huế năm 1945 và chính phủ Trần Trọng Kim
- Phạm Cao Dương, Về chính phủ của Bảo Đại và Trần Trọng Kim, phần 1; đăng lại tại: Về chính phủ của Bảo Đại và Trần trọng Kim  （页面存档备份，存于）
- Những nỗ lực của cựu hoàng Bảo Đại 的存檔，存档日期2014-09-08.
- Hà Thúc Ký. Sống còn với Dân tộc. ?: Phương Nghi, 2009.